# Здание кинотеатра «Москва»

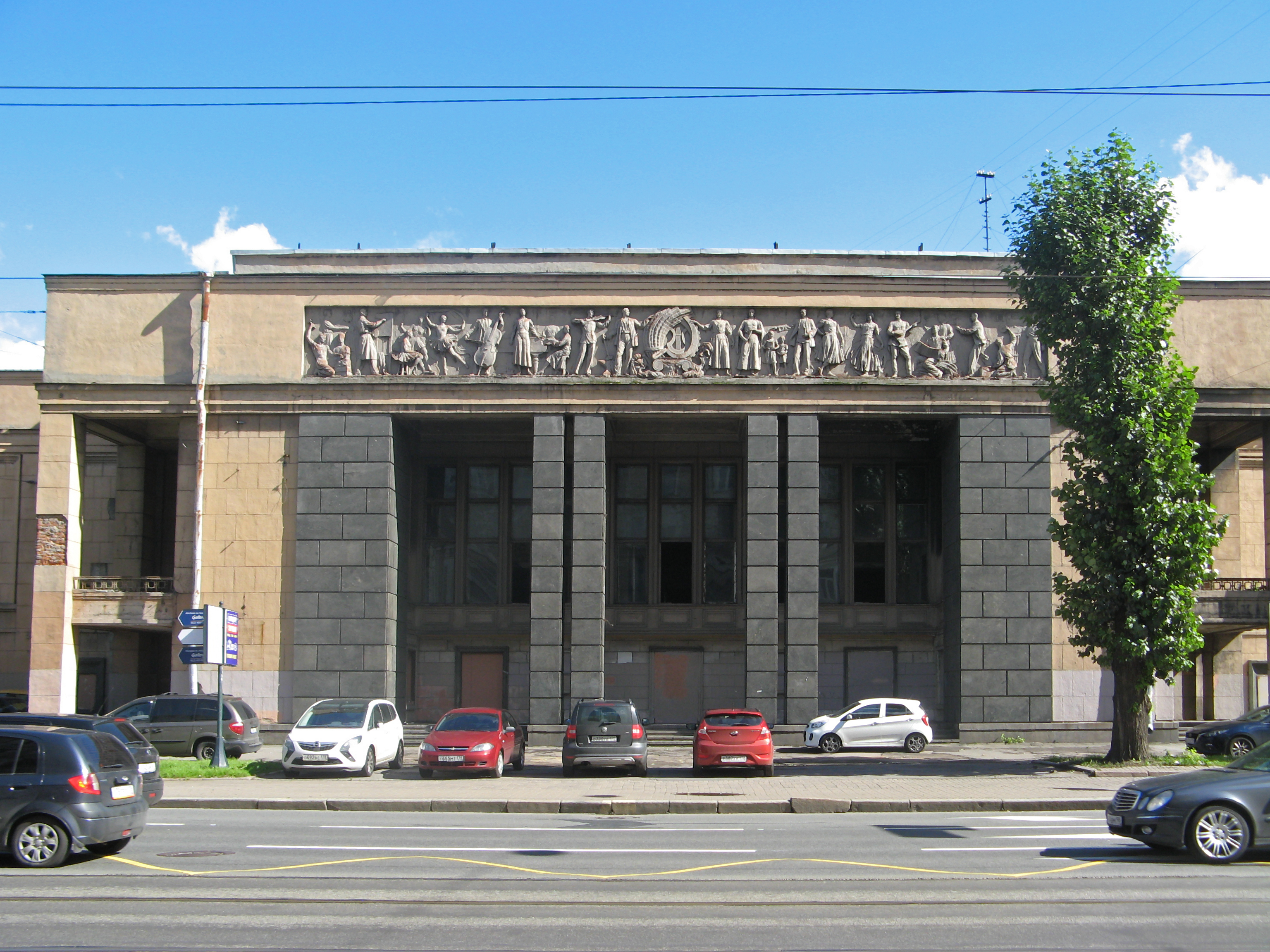
Центральная часть фасада

Здание кинотеатра «Москва» — памятник архитектуры. Расположен в Санкт-Петербурге, современный адрес дома — Старо-Петергофский проспект, 6.
Первый в СССР трёхзальный кинотеатр. Конкурс на проект здания кинотеатра для Кировского района был объявлен в 1933 году, первое место получил проект Л. М. Хидекеля. Однако архитектор, выиграв конкурс, предложил совершенно иной вариант, который утвердили в 1936 году и построили в 1937—1939 годах.
Стены вестибюля облицованы искусственным мрамором зеленоватого цвета, из него в фойе ведёт лестница. На втором этаже вокруг фойе расположено три зала, каждый на 400 человек. Трёхзальная планировка позволила сделать сеансы более частыми — пока зрители собираются для просмотра сеанса в одном из залов, во втором фильм начинает идти, а в третьем подходит к концу.
Главный фасад украшен портиком с пилонами, облицованными тёмно-серым гранитом из Жежелевских карьеров. Портик венчает аттик с горельефом из цемента с чугунными опилками (автор И. В. Крестовский). Согласно словам самого автора, все фигуры с фриза — реальные люди, хотя портретное сходство есть не всегда. Женщина-скульптор — Янсон-Манизер, живописец — Самохвалов, балерины — три Авроры из «Спящей красавицы» — Уланова, Вечеслова и Дудинская, «У рояля» — Преображенская, с фотоаппаратом — Стрекалов-Оболенский (которому единственному были приданы точные черты).
Построен на месте снесённой Церкви св. Екатерины в Екатерингофе. В 2008 году был продан на аукционе с обязательством к новому владельцу восстановить интерьеры и фасад. В 2012 году администрация Адмиралтейского района просила передать здание под социальные нужды в связи с тем, что ремонт так и не начался, но получила отказ. В 2015 году было сделано заявление о новом проекте реконструкции; по плану, центральный зал будет использоваться как зрительный, боковые — как выставочные. При этом было указано, что проектирование было затруднительным из-за конструктивных особенностей здания («Здание построено таким образом, что его стены ничего не несут, кроме себя самих … Вся конструкция зала опирается не на стены, не на фундаменты, а просто на землю»).